# GStreamer
GStreamer ist ein freies Multimedia-Framework, lizenziert unter der LGPL. Es ist in der Programmiersprache C geschrieben und verwendet die Programmbibliothek GObject. GStreamer ist eines der Projekte von freedesktop.org, das sich darum bemüht, die Zusammenarbeit und den Datenaustausch zwischen den Projekten durch offene Standards zu erhöhen.

## Anwendungsgebiet
Diese Bibliothek dient dazu, grundlegende Funktionalität zur Verarbeitung von Multimedia-Datenströmen bereitzustellen, und kann so als Basis von Multimedia-Anwendungen wie beispielsweise Mediaplayern, Videoschnittsoftware oder Audio-Mixern dienen. Sie kann mit Hilfe von Plug-ins einfach erweitert werden, die automatisch allen GStreamer-basierenden Anwendungen zur Verfügung stehen. Erweiterungen können in C, C++, C# und Python entwickelt werden.
Da der Kern von GStreamer relativ kompakt ist, wird es auch im Bereich eingebetteter Systeme eingesetzt, etwa in Maemo oder HP webOS. Auch Dreambox verwendet intern GStreamer.

## Geschichte
Ende 1999 wurde das Projekt GStreamer ein öffentliches Projekt. GStreamer wurde und wird hauptsächlich für Unix/Linux entwickelt. Mittlerweile basieren zahlreiche Programme auf GStreamer, darunter ab der Version 2.2 auch die Desktop-Umgebung Gnome. Auch die seit KDE 4 eingesetzte Multimedia-API Phonon kann GStreamer als Backend einsetzen.